# Mistigri (film)
Pour les articles homonymes, voir Mistigri.
Pour plus de détails, voir Fiche technique et Distribution.
Mistigri est un film français réalisé par Harry Lachmann, sorti en 1931, avec Noël-Noël dans le rôle du jeune premier.

## Synopsis
L'histoire raconte la vie d'une jeune provinciale qui s'éprend, en tournée, d'un ténor bellâtre et dépourvu de talent, indigne d'elle. Elle ne va pas avoir peur du scandale, et va passer une vie misérable et mesquine que son rêve amoureux illumine de bonheur.

## Fiche technique
- Réalisateur : Harry Lachmann
- Scénario et dialogues : Marcel Achard, d'après sa comédie homonyme en quatre actes créée au Théâtre Daunou le 22 décembre 1930 (éditée par la Revue de Paris en avril 1931)
- Directeur de la photographie : Harry Stradling Sr.
- Musique : Francis Gromon[1]
- Producteur : Robert T. Kane
- Société de production : Paramount Pictures
- Société de distribution : Paramount Pictures
- Chanson : valse "Des mots d'amour"
- Tournage : aux studios Paramount de Joinville, 20 rue du Général Galliéni, 94340 Joinville-le-Pont
- Format :  Noir et blanc - 1,20:1  - Son mono (Western Electric Recording)
- Pays de production :  France
- Genre : Film dramatique
- Durée : 80 minutes
- Année de sortie : 1931

## Distribution
- Madeleine Renaud : Nell 'Mistigri' Marignan
- Noël-Noël : Monsieur Zamore
- Simone Héliard : Fanny
- Jean Debucourt : Docteur Chalabre
- Magdeleine Bérubet : Madame Perache, la logeuse
- André Dubosc : Marignan
- Monique Rolland
- André Randall
- André Simon
- Pitouto (Pedro Elviro)
- Raymond Aimos
- Marie-Jacqueline Chantal
- Gustave Huberdeau
- Jules Moy : Cormeau
- Janine Borelli
- Ritou Lancyle